# Terrore ad Amityville Park
Terrore ad Amityville Park (Prey) è un film del 1977 diretto da Norman J. Warren. È noto anche col titolo Terrore ad Amityville Park – Il mistero della sfinge.

## Trama
Un alieno sbarca con la sua astronave nella campagna inglese, nei pressi di una villa abitata da due ragazze lesbiche. Dopo aver assalito una coppietta che stava amoreggiando e aver assunto le sembianze dell'uomo, l'alieno si reca presso l'abitazione delle due donne, dove viene amorevolmente accolto da una delle due, Jessica, suscitando gelosia e paranoie nell'altra, Josephine. Ma l'alieno, che si fa chiamare con il nome di Anders Anderson, ha un grande appetito per il sangue e la carne e desidera sfamarlo.